# 保險起動
保險起動（英文：Insurance ARISE）是一個成立於2015年6月25日的香港智庫，由一班保險組成，主要成員包括編劇莊梅岩、陳敏斌和何敏文等。

## 歷史
保險起動於2015年6月25日成立。

## 資料來源
1. ↑  .   [2017-01-08]. （原始内容存档于2020-08-26）.

## 外部連結
- 保險起動 - Community （页面存档备份，存于） Facebook專頁
- 保險起動立場新聞專欄（页面存档备份，存于）
- 保險起動評台專欄[永久]